# Ham (schimpans)

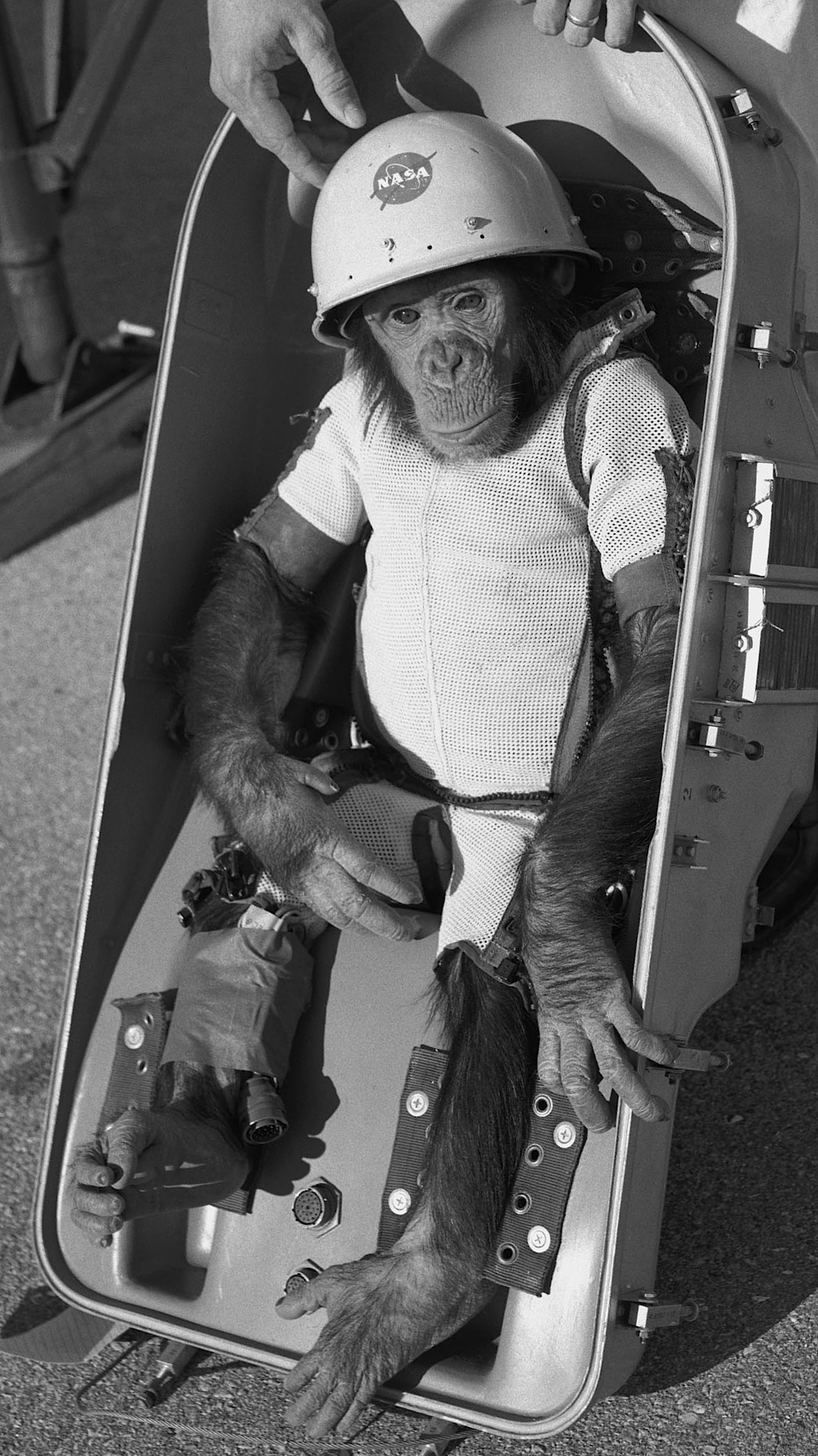
Ham inför rymdfärden.

Ham (juli 1956 – 19 januari 1983) var en schimpanshane som den 31 januari 1961 blev den första av sin art i rymden, som en del av Mercuryprogrammet. Hans namn är en akronym av Holloman Aerospace Medical Center, vilket är det laboratorium som förberedde honom för resan. Före rymdfärden omtalades han dock bara som nummer 65.
Ham sköts upp i en ballistisk bana  från Cape Canaveral och landade i Atlanten. Rymdfärden var 250 kilometer lång och varade 16,5 minuter, varav 6,5 minuter i tyngdlöst tillstånd. 
Rymdkapseln hade fått en spricka  under uppskjutningen och läckte in vatten medan Ham väntade på att plockas upp av räddningsfartyget USS Donner.
Ham tillbringade de nästa 17 åren av sitt liv på National Zoo i Washington, D.C. innan han flyttades till en djurpark i North Carolina.
Ham blev 26 år. Efter hans död genomfördes en obduktion och hans skelett finns förvarat på National Museum of Health and Medicine i Maryland, övriga kvarlevor begravdes i New Mexico.